# Ädellövskogslagen
Ädellövskogslagen är en svensk lag från 1984 som reglerar skötsel av ädla lövträd (ek, bok, avenbok, lind, alm, ask, lönn och fågelbär). Lagen är ett komplement till Skogsvårdslagen och har som syfte att arealen ädellövskog i Sverige inte skall minska. Med ädellövskog menas skogsbestånd bestående av minst 70% lövträd varav minst 50% ädla lövträd. I Sydsverige (Skåne, Halland och Blekinge) skall minst 70% av beståndet utgöras av ädellöv. Enligt ädellövskogslagen skall efter slutavverkning alltid ny ädellövskog anläggas på sådana marker. Om ädellövskog växer på för trädslagen uppenbart olämplig mark medger lagen att andra trädslag, till exempel gran planteras under förutsättning att motsvarande areal på annan del av fastigheten föryngras med ädellöv. Tillsynsmyndighet för ädellövskogslagen är Skogsstyrelsen.